# ألفرد دوغلاس هاردي
ألفرد دوغلاس هاردي (بالإنجليزية: Alfred Douglas Hardy)‏ هو عالم نبات أسترالي، ولد في 1870، وتوفي في 1958.